# Robert Benet de Montcarville
Robert Benet de Montcarville (1698-1771) était un mathématicien français. 

## Biographie
Chevalier de la noblesse de robe, il enseigna au Collège royal de 1742 à 1770, d'abord comme suppléant par intérim de Joseph-Nicolas Delisle, alors allé en Russie, et ensuite, comme titulaire d'une chaire de mathématiques, succédant à François Chevalier. Montcarville fut aussi Censeur royal.
C'est vraisemblablement lui qui fit faire à Jean Sylvain Bailly ses premiers pas en mathématiques. Lui-même avait offert d'enseigner ce sujet à Bailly en échange pour les leçons que son enfant avait reçu du père de Bailly, Jacques. Les parents ont finalement accepté, et Bailly a commencé à étudier les mathématiques et la géométrie sous la supervision de Montcarville.
Montcarville, comme collaborateur du Journal des Sçavans, fit en 1751 a compte-rendu de l'œuvre de Gabriel Cramer, Introduction a l'analyse des courbes algebriques. Il en a fait une critique détaillée et élogieuse, mettant en avant ses qualités didactiques: « [Dans cet ouvrage] les matières sont rangées dans grand ordre, & expliquées avec beaucoup de netteté. L’esprit ne fait point de trop grands sauts, parce que celui de l’auteur est didactique, et qu’il s’est attaché à suivre l’ordre successif des idées; c’est ainsi qu’il a trouvé celui des matières. »
Protecteur du mathématicien Antoine Deparcieux, ce dernier lui succéda à la chaire du Collège royal en 1770, quand Montcarville prit sa retraite.
Montcarville est décédé le 28 février 1771 à la rue Saint-Benoît, à Paris à l'âge de soixante-dix ans.